# Newton Hall (Durham)
Newton Hall – osada w Anglii, w Durham, w dystrykcie (unitary authority) County Durham. Leży 2,5 km od centrum miasta Durham, 19,5 km od miasta Newcastle upon Tyne i 378,8 km od Londynu. W 2011 miejscowość liczyła 7323 mieszkańców.